# 方言連続体
方言連続体（ほうげんれんぞくたい）とは、複数の近似した言語体系があり、それらの間に明確な境界線がなく、徐々に一つの体系から他の体系に移り変わっていく場合、その連続した言語体系群全体を指していう言葉である。

## 概要
方言連続体を形成している言語体系群はある程度の相互理解性や類似性を持つために、同一言語の「方言」と解釈する事も可能である。
しかし、方言連続体が地理的に広く、多くの言語変種が含まれる場合、変種Aと変種Bは通じ、変種Bと変種Cも通じ、変種Cと変種Dも通じるが、変種Aと変種Dはほとんど、もしくは全く通じないという場合も存在する。
例として、ドイツ語の方言連続体は非常に広く、低地ドイツ語に含まれる標準オランダ語と高地ドイツ語を基にした標準ドイツ語の間では相互理解性は低い。標準オランダ語の変化したアフリカーンス語と、高地ドイツ語が変化したイディッシュ語（アシュケナジム・ユダヤ人が使用するドイツ語）では更に相互理解性は低くなる。ドイツの言語学会では（政治的な意図から）従来はこうした差異は方言の範囲としていたが、近年になって北西ドイツ諸方言とされていた言語を低ザクセン語として承認する動きが生じるなど、逆にかつては単一の言語の｢方言｣とされていたものが現在では別の｢言語｣であるとされるケースも増加している（ヨーロッパで顕著な傾向である）。
ロマンス諸語も各語とも一つの方言連続体に属するとする見解が多いが、フランス・イタリア・スペインという大国の政治的背景から「ラテン語の方言」として扱われる事は少なく、別言語とされるのが一般的である。
客観的判断が下せない以上、言語体系を「方言」とするか「言語」とするかは政治的な意図に左右されるケースが多く、学術的評価は必ずしも拘束力を持たない。

## 成立要因
言語学者のフェルディナン・ド・ソシュールは、言語が分化（方言化）する過程において、地理的に連続している地域での分化が一定の連続性を持った形になるのは「自然」であり、それが全く異質な言語として分離した場合も、何らかの原因で中間に位置する方言が消失したに過ぎないと述べている。中間方言が失われる原因として、ソシュールは移民や、社会の要求に応じて作られた標準語・共通語が連続体の一部のみに新たな変化を与える事（つまりは言語の置き換え）などを挙げている。
その一例を挙げれば、ドイツ東北部のベルリンで、低地ドイツ語に属する低ザクセン語のうち東低地ドイツ語のベルリン方言が高地ドイツ語に属する中部ドイツ語のうち東中部ドイツ語としてベルリン方言に同化され消失したケースがある。

## 方言連続体の例
- 北スラヴ諸語（スロヴァキア語、ポーランド語、ソルブ語、ルシン語、ウクライナ語、ベラルーシ語、ロシア語、および近隣の少数言語、方言）
- 南スラヴ語群（スロベニア語、セルボクロアチア語（クロアチア語、ボスニア語、モンテネグロ語、セルビア語）、マケドニア語、ブルガリア語）
- ドイツ諸語（アフリカーンス語、オランダ語、低地ドイツ語（低ザクセン語も含む）、高地ドイツ語、イディッシュ語[4]）
- チェコ・スロバキア諸語（チェコ語、スロバキア語）
- 口語アラビア語諸語（アーンミーヤ、マルタ語）
- ヒンドゥスターニー諸語（ヒンディー語、ウルドゥー語）
- 南西トルコ諸語（トルコ語、トルクメン語、アゼルバイジャン語）
- ペルシア諸語（ペルシア語、ダリー語、タジク語）
- ロマンス諸語（ガリシア語、アストゥリアス・レオン語、カスティーリャ語、アラゴン語、カタルーニャ語、オック語、トスカーナ語、ナポリ語、シチリア語、ガロ・イタリア語、リオプラテンセ・スペイン語-ウルグアイポルトガル語-ブラジルポルトガル語）
- 日本語・東海東山方言（美濃弁、尾張弁、三河弁、遠州弁、静岡弁、伊豆弁、相州弁）